# ロベール・ブルー
ロベール・ブルー(Robert Brout、1928年6月14日-2011年5月3日)は、ベルギーの理論物理学者で、素粒子物理学の分野で顕著な貢献をした。ベルギー自由大学の物理学教授を務め、フランソワ・アングレールとともに理論物理学研究所(Service de Physique Theorique)を設立した。

## 研究
1953年にコロンビア大学でPh.D.を受けた後、コーネル大学の教員となった。1959年、アングレールがベルギーから来訪し、2年間共同研究を行った。ブルーとアングレールは親友になり、1961年、アングレールがベルギーに帰国する際にブルーは同行し、以降はベルギー自由大学で研究を行った。最終的にはベルギーの国籍を取得した。
1964年、ブルーはアングレールとともに、局所アーベル群及び非アーベル群のゲージ対称性の存在下で、ゲージ粒子がどのように質量を獲得するかを発見した。彼らにより、古典的にも量子力学的にも、この理論が繰り込み可能であり、ジェフリー・ゴールドストーンの定理をうまく回避できることが示された。同様のアイデアが物性物理学でも考えられている。
ピーター・ヒッグス、ゲラルド・グラルニク、C・R・ヘイガン、トマス・キブルもブルー、アングレールと同じ結論に達した。このボーズ粒子の発見に関する6人による1964年の3報の論文は、Physical Review Letters誌の50周年記念号で各々マイルストーン論文とされた。これらの著名な論文は同様のアプローチをとっているが、これらの貢献と各々の間の差異は注目に値する。この研究では、弱い力を運ぶ粒子が、現在はヒッグス場として知られる、あらゆるところに広がる場との相互作用により質量を獲得し、この相互作用は、ヒッグス粒子として知られる粒子により起こることを示している。ヒッグス粒子の実験的な確認には至っていないが、多くの物理学者はその存在を信じている。2012年7月4日、欧州原子核研究機構は、5σの信頼性で、約125-126 GeVの質量領域に「ヒッグス粒子と矛盾のない」新しい粒子が発見されたと発表した。2013年、アングレールとヒッグスは、その予測に対して、ノーベル物理学賞を受賞した。
1971年、ユトレヒト大学のマルティヌス・フェルトマンの下でPh.D.を取得したヘーラルト・トホーフトは、フェルトマンの助言に従い、ヤン＝ミルズ理論の繰り込みを実現した。彼らは、ブルー、アングレール、ヒッグス、グラルニク、ヘイガン、キブルの提案する方法によりヤン＝ミルズ理論の対称性が破れるとすると、ヤン＝ミルズ理論は実際に繰り込み可能であることを示した。ヤン＝ミルズ理論の繰り込みは、20世紀物理学の最大の成果の1つである。トホーフトとフェルトマンは、この業績に対して、1999年のノーベル物理学賞を受賞した。

## 受賞
ブルーは、「四次元相対論的ゲージ理論の自発的対称性の破れの性質及びベクトル粒子の質量生成の機構の解明」に対し、2010年にグラルニク、ハーゲン、キブル、ヒッグス、アングレールとともに、アメリカ物理学会から、J・J・サクライ賞を受賞した。2004年には、アングレール、ヒッグスとともに、「亜原子粒子の世界で局所ゲージ対称性が破れる時に質量が生成するという洞察を導く先駆的研究」に対して、ウルフ賞物理学部門を受賞した。
ブルーは、2013年のノーベル賞に繋がったヒッグス粒子の理論的な研究に大きく貢献した。2014年、BBCのThe Life Scientificのインタビューで、ピーター・ヒッグスは2013年のノーベル物理学賞について、「この賞が私達2人に限られたことは良かった。なぜなら、暗黙のうちに、彼らがロベール・ブルーを3人目の受賞者だと認めているからだ」と語った。